# Oto Mádr
Oto Mádr (ur. 15 lutego 1917 w Pradze, zm. 27 lutego 2011 tamże) – czeski kapłan i teolog katolicki, redaktor naczelny czasopisma teologicznego Teologické texty, niekwestionowany autorytet duchowy w czeskim Kościele.
Studiował na wydziale teologii Uniwersytetu Karola w Pradze. Święcenia kapłańskie otrzymał w 1942. W latach 1948–1949 studiował teologię moralną na Papieskim Uniwersytecie Gregoriańskim w Rzymie.
W 1951 r. został aresztowany, a w 1952 skazany na dożywotnie pozbawienie wolności za nielegalną działalność religijną, oficjalnie za zdradę i szpiegostwo. Z więzienia został zwolniony w 1966. Początkowo pracował jako sanitariusz i pracownik techniczny w muzeum. W okresie Praskiej Wiosny powrócił jako wykładowca teologii na Uniwersytet Karola. W okresie tzw. normalizacji zwolniony z pracy akademickiej, pracował w latach 1970–1978 jako ksiądz parafialny. Równocześnie organizował i prowadził niezależne wykłady i sympozja teologiczne, tłumaczył teksty II soboru watykańskiego na język czeski.
W 1978 przeszedł na emeryturę i cofnięto mu państwowe zezwolenie na wykonywanie posługi kapłańskiej. W dalszym ciągu był zaangażowany w podziemne inicjatywy katolickie, w tym samizdat i niezależne wykłady teologiczne. Od 1978 r. wydawał podziemny periodyk Teologické texty. W 1983 współtworzył podziemne pismo dla psychologów, psychiatrów i psychoterapeutów orientacji chrześcijańskiej psi, którego jednym z redaktorów został Tomas Halik, a także niezależne pisma dla lekarzy Salus i przyrodników Universum. W latach 80. stworzył zespół doradców kardynała Frantiska Tomaska, który był odpowiedzialny za strategię otwartego poparcia aksamitnej rewolucji 1989 przez arcybiskupa Pragi. Współpracował w nim m.in. z Josefem Zvěřiną i Tomasem Halikiem.
Po 1989 w dalszym ciągu redagował Teologické texty. Był uważany za najwybitniejszego teologa czeskiego XX w. Został odznaczony Orderem Masaryka (1997).